# Fantozzi va in pensione
Fantozzi va in pensione è un film del 1988 diretto da Neri Parenti, con Paolo Villaggio. 
Sesto capitolo della saga incentrata sulle vicende dell'impiegato Ugo Fantozzi, ideato ed interpretato da Villaggio, si distingue dai precedenti soprattutto per l'ambientazione di fondo: le avventure del ragioniere non si svolgono più in larga parte sul luogo di lavoro, dato che egli ha ormai raggiunto l'età pensionabile. Le gag e le imprese di Fantozzi assumono così una connotazione più "privata", ma anche più malinconica perché l'ambizione di questa pellicola è anche quella di rappresentare gli umori, i disagi e le preoccupazioni dei neo-pensionati.
Il film, che vede la partecipazione di attori che ricorrono nei vari episodi (oltre a Paolo Villaggio anche Plinio Fernando, Anna Mazzamauro e Gigi Reder), è il primo in cui compare Bongo (qui però chiamato Piero), genero di Fantozzi in quanto marito della figlia Mariangela.
Infine, rispetto ai precedenti capitoli della saga, la trama appare più unitaria e diventa complesso dividere le varie fasi della pellicola in episodi.

## Trama
Nel 1988, Il ragionier Fantozzi raggiunge l'età pensionabile: adesso è finalmente libero dallo stress del lavoro e può fare ciò che vuole. Tuttavia la forza dell'abitudine è tale che nel primo giorno di libertà l'ex impiegato, svegliatosi alle nove, è convinto di essere in ritardo per il lavoro e, arrivato in azienda con una sfrenata corsa, tenta di timbrare il cartellino: un impiegato gli fa notare l'assurdità della situazione e che egli deve rassegnarsi alla vita da pensionato.
Fantozzi è perciò costretto a passare tutte le ore del giorno a casa, annoiandosi terribilmente. Prova allora a sconfiggere l'apatia in vari modi: tenta di aggiustare l'antenna e precipita dal terrazzo; prova a partecipare all'amministrazione domestica aiutando la moglie Pina nella classica spesa al mercato, con risultati disastrosi; convince la donna ad andare al cinema la mattina, ma i due incappano in un film porno e vengono scambiati per una coppia di maniaci; cerca di sfruttare una telefonata sbagliata per attaccare discorso.
La figlia Mariangela, diventata una giovane donna dai capelli biondi, è impegnata col marito Piero, che si rivela essere un gorilla, e quindi lascia sua figlia Uga ai genitori. Ugo porterà la nipotina al parco col passeggino, ma continuerà a nasconderla a causa della sua bruttezza.
Per svagarsi, Pina gli suggerisce, dietro consiglio di una psicologa della mutua, di prendere un cagnolino: Fantozzi si fa consegnare a domicilio un enorme mastino dei Pirenei che diventa in poco tempo il padrone della casa. Il protagonista scopre poi che l'animale era stato precedentemente addestrato ad aprire la porta a una banda di ladri che nottetempo gli svaligiano l'appartamento. Fantozzi tenta allora di abbandonare il cane in autostrada, spintonandolo fuori dall'auto in corsa, ma il cane lo sbatte fuori a sua volta e si mette alla guida della macchina.
Fantozzi tenta quindi l'attività politica, partecipando alle manifestazioni sindacali. Come unico risultato, lui e il suo gruppo ottengono dall'INPS agevolazioni per viaggi organizzati, di cui Filini approfitta subito per organizzare una gita in aereo a Venezia. I colleghi salgono sul pullman che dovrebbe condurli all'aereo, ma il pullman, invece di portarli verso il velivolo, prende l'autostrada e si dirige direttamente verso Venezia, in quanto l'INPS ha cambiato le sue finalità assistenziali ed è diventata, dietro voto segreto, Istituto Neutralizzazione Parassiti Sociali, con l'obiettivo di eliminare pensionati. Dopo diciotto ore di viaggio, Fantozzi è in preda a tremendi dolori perché deve urinare e prega il conducente di fermarsi, in piena notte, in galleria, dove passano dei tir che investono le persone che sono scese dal pullman. Lasciati a Rovigo e raggiunta Venezia a piedi, vengono subito scambiati per saccopelisti dalla Polizia. Mangiano poi in un locale che si affaccia sul mare, dove un “esperto” di sci nautico sbanda inondando i commensali seduti a tavola.
La comitiva visita successivamente le Grotte di Postumia e Filini fa da guida; arrivati a una vasta grotta, i turisti camminano su uno stretto cornicione e due di loro precipitano. Fantozzi poco dopo litiga con l'eco della sua voce, che risponde all'esclamazione del suo nome con "Merdaccia" e "Stramerdaccia", e poi sviene a seguito del crollo di una stalattite rocciosa che gli cade addosso. Dopo ben 81 giorni e 14 ore Fantozzi esce finalmente dalle grotte, attraverso la tazza di un water a Bad Kleinkirchheim, in Carinzia.
Fantozzi si mette alla ricerca di un lavoro che dia senso alle sue giornate, ma tutti gli annunci richiedono persone sotto i 35 anni; ha perciò l'idea di falsificare la carta d'identità e ottenere un aspetto più giovane, ma durante l'esame di assunzione per diventare aiuto vice corruttore laterale mafioso si viene a scoprire la verità e viene cacciato. Una volta uscito con la moglie a fare la spesa, rimasto in macchina ad aspettarla, vede dal finestrino l'aria felice della Signorina Silvani. Quest'ultima invita il ragioniere a casa sua a bere un drink e gli rivela la sua solitudine e le sue bugie: non ha mai visto le Maldive e non ha nessuno con cui parlare.
Pina non riesce a sopportare la vista del marito depresso, con la grande paura delle malattie e dell'infarto e col timore di essere sempre sul punto di morire, allora decide in gran segreto di mettersi a lavorare come donna delle pulizie in un hotel ma alla condizione che il gestore inventi un'occupazione fittizia per il marito, versando a quest'ultimo il compenso che spetta a lei per il suo lavoro (espediente narrativo che richiama il film Il comandante del 1963, con Totò). Fantozzi si accorge però che la casa è completamente in disordine ed esige un chiarimento dalla moglie, che invece si veste per andare a lavorare all'hotel; Fantozzi si mette a seguirla, scoprendone così l'impiego. Tornato a casa, il ragioniere aspetta che rientri la moglie, alla quale comunica di rinunciare al lavoro a patto che restino a casa insieme.
Nonostante le promesse, Fantozzi si presenta ogni giorno alla Megaditta, tentando pietosamente di mischiarsi agli impiegati in uscita. Qui viene visto dal Duca Conte Francesco Maria Barambani, che gli propone un patto: in cambio della sua pensione e dell'orologio che aveva ricevuto come regalo di pensionamento all'inizio del film, egli potrà tornare a lavorare (in nero, o come lo chiama il Duca Conte, in grigio) nella Megaditta. Il ragioniere accetta di buon grado l'accordo e incontra di nuovo tutti i suoi vecchi colleghi: anch'essi, da pensionati quali erano, hanno accettato la stessa proposta, ricominciando così a lavorare come una volta e soprattutto come ai bei tempi.

## Produzione

### Riprese
- La scena in cui Fantozzi e la Signora Pina vanno al cinema a vedere per sbaglio il film erotico Le casalingue è stata girata, a Roma, all'interno del Cinema Splendid (all'epoca un vero cinema a luci rosse), adesso Cinema Alhambra[7].
- La scena in cui Fantozzi incontra la Silvani fuori dal supermercato è stata girata in prossimità di un'area commerciale in viale dell'Oceano Atlantico, al quartiere Eur di Roma.
- La corsa di Fantozzi sulla Bianchina si svolge in Piazza Barberini.
- La scena delle grotte di Postumia è stata girata, in realtà, nelle grotte di Pastena, in provincia di Frosinone.
- La scena dove Fantozzi vuole abbandonare il cane in realtà non è in autostrada ma nel tratto a 2 corsie della s.s. Appia, vicino alla galleria Monte di Giove, nel comune di Terracina in provincia di Latina.
- La scena a Venezia con la fittizia Calle dei Colombi è in realtà Calle del Selvadego, adiacente a Piazza San Marco e a Palazzo Correr.
- La scena dell'uscita dalla megaditta dopo il pensionamento è stata girata a Pomezia al km 29 presso l'ex ditta Saritel (oggi Tim).
- Le scene in cui Fantozzi viene continuamente scippato una volta ricevuta la pensione sono state girate a Fregene.
- La casa dove abita Ugo Fantozzi assieme alla moglie Pina è sita in Via Carso 59 (visto in diverse scene del film), proprio di fronte alla casa vista in Fantozzi subisce ancora, sita invece in Lungotevere Testaccio 9.

## Musiche
Il popolare cantante italiano Mike Francis collaborò alle musiche della pellicola proponendo una versione della sua hit Times out of time, cantandola in un arrangiamento che realizzò apposta per il film.